# Dannemare Kirke
Dannemare Kirke är en kyrka som ligger i samhället Dannemare omkring en mil söder om Nakskov på västra delen av ön Lolland.

## Kyrkobyggnaden
En tidigare tegelkyrka på platsen var uppförd på 1200-talet. Den 5 april 1895 uppstod en brand i prästgården väster om kyrkan. Branden spred sig till kyrkan. Man lyckades rädda altartavlan och dopfunten. Efter branden var koret intakt liksom stora delar av övriga kyrkan. Istället för att reparera medeltidskyrkan valde man att bygga en ny och större kyrka.
Nuvarande tegelkyrka uppfördes åren 1896-1897 efter ritningar av arkitekt Aage Langeland-Mathiesen. Invigningen ägde rum den 14 november 1897. År 1978 försågs alla fönster med glasmosaiker av konstnären Mogens Jørgensen.
Kyrkan består av ett långhus med ett smalare och lägre kor i öster samt ett smalare torn i väster.

## Inventarier
- Altartavlan är tillverkad omkring år 1640. Målningen skildrar Jesu uppståndelse.
- En sexkantig dopfunt av trä är från omkring år 1650. Tidigare medeltida dopfunt av sten finns på Stiftsmuseet Maribo. Dopfatet från omkring år 1575 är ett sydtyskt arbete.